# José María Yanguas y Messía
José María Yanguas y Messia (Linares, 25 de febrer de 1890 - Madrid, 30 de juny de 1974) fou un polític, diplomàtic i jurista espanyol, que va arribar a ser Ministre d'Estat durant la dictadura de Primo de Rivera i també president de l'Assemblea Nacional Consultiva durant la Legislatura 1927-1929.

## Diputat
Vescomte de Santa Clara de Avedillo, va obtenir acta de diputat per la Província de Jaén a les eleccions generals espanyoles de 1920 a les quals es va presentar com a independent, i en les eleccions generals espanyoles de 1923 a les quals va concórrer en el si del Partit Conservador.

## Ministre
Va ser ministre d'Estat entre el 3 de desembre de 1925 i el 20 de febrer de 1927, per passar a ser President de la taula de l'Assemblea Nacional entre el 10 d'octubre de 1927 i el 6 de juliol de 1929.
Posteriorment, tornaria a obtenir acta de diputat, primer el 1927 durant la dictadura de Primo de Rivera per "Dret Propi". Va ser condemnat pel Tribunal de Responsabilitats Polítiques del Congrés dels Diputats constituït després de la proclamació de la Segona República per la seva col·laboració amb la dictadura primoriverista, i es refugià a Lisboa. Després durant el franquisme com Procurador en Corts nat per la seva condició de Conseller Nacional durant la I Legislatura de les Corts Espanyoles (1943-1946).

## Ambaixador
Partidari dels revoltats en la Guerra Civil, en acabar aquesta va ser nomenat ambaixador d'Espanya al Vaticà on va gestionar la recuperació del concordat de 1851. Ocupa el càrrec fins a 1942.

## Jurista
Com a jurista, va obtenir primer la Càtedra de Dret internacional a la Universitat de Valladolid (1918), per ocupar posteriorment la de la mateixa disciplina en la Universitat Central de Madrid. En 1931 i a conseqüència de l'adveniment de la Segona República Espanyola donats els seus antecedents polítics conservadors va ser desposseït de la seva càtedra, a la qual es va incorporar de nou el 1934. Va ser autor de nombroses obres de dret i membre de la Reial Acadèmia de Ciències Morals i Polítiques.